# Kundići
Kundići su naseljeno mjesto u općini Travnik, Federacija Bosne i Hercegovine, BiH.

## Stanovništvo

### 1991.
Nacionalni sastav stanovništva 1991. godine, bio je sljedeći:
ukupno: 121
- Muslimani - 113
- Hrvati - 4
- Jugoslaveni - 2
- ostali, neopredijeljeni i nepoznato - 2

### 2013.
Nacionalni sastav stanovništva 2013. godine, bio je sljedeći:
ukupno: 84
- Bošnjaci - 78
- ostali, neopredijeljeni i nepoznato - 6